# Lindbergocapsus geminatus
Lindbergocapsus geminatus är en insektsart som först beskrevs av Johnston 1930.  Lindbergocapsus geminatus ingår i släktet Lindbergocapsus och familjen ängsskinnbaggar. Inga underarter finns listade i Catalogue of Life.